# Almanacco (programma televisivo 1963-1968)
Almanacco era un programma televisivo italiano di divulgazione, andato in onda dal 1963 al 1968 sul Programma Nazionale con cadenza settimanale, inizialmente il giovedì e in seguito il mercoledì. Il sottotitolo era Almanacco di storia, scienza e varia umanità.
Nei primi quattro anni la trasmissione era presentata da Giancarlo Sbragia, negli ultimi due da Nando Gazzolo. Era strutturata in quattro servizi, ciascuno dei quali toccava un diverso argomento di scienza, storia o costume, privilegiando quei temi che potevano "servire meglio a dare il senso dell'avventura umana sulla Terra". Nel comitato di redazione figuravano studiosi e docenti universitari come Ginestra Amaldi (moglie del fisico Edoardo Amaldi), Carlo Bo, Alfonso Gatto e Gabriele De Rosa.
La sigla iniziale era una musica tratta dal poema sinfonico Les Préludes di Franz Liszt, quella finale era il brano La ballata del tempo cantato da Lea Massari.